# (1665) Gaby
(1665) Gaby est un astéroïde de la ceinture principale découvert le 27 février 1930 par l'astronome allemand Karl Wilhelm Reinmuth. Le lieu de découverte est Heidelberg (024). Sa désignation provisoire était 1930 DQ.
Sa distance minimale d'intersection de l'orbite terrestre est de 0.931487 ua.